# 佐野正雄

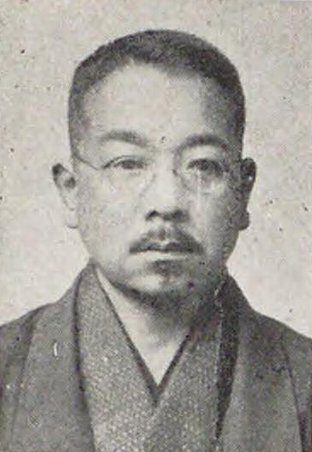
佐野正雄

佐野 正雄（さの まさお、1877年（明治10年）1月18日 - 1933年（昭和8年）3月25日）は、日本の衆議院議員（立憲政友会→政友本党）、弁護士。

## 経歴
松江市に佐野浩一の長男として生まれる。1898年（明治31年）、東京法学院（現在の中央大学）を卒業。検事となるが、退官して弁護士を開業した。また松江市会議員に選出された。
1920年（大正9年）、第14回衆議院議員総選挙に出馬し、当選した。
その他に山陰製鉄株式会社取締役を務めた。

## 親族
- 養子 佐野広（参議院議員）[4]